# Muó
El muó, símbol μ–, és una partícula de càrrega elèctrica –1 i massa de 105,66 MeV/c². Forma part de la segona família de partícules elementals conegudes com a fermions. És un leptó, com l'electró, però d'una generació i massa superiors, unes 200 vegades més (l'electró té una massa de 0,51 MeV/c²). L'antimuó, de símbol μ+, és el company del muó d'antimatèria.

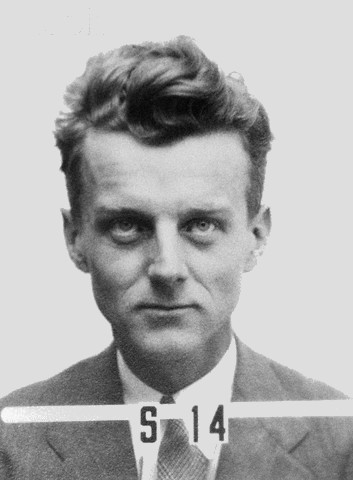
Seth H. Neddermeyer

El muó fou descobert com a constituent de les cascades de partícules produïdes pels raigs còsmics l'any 1936 pels físics nord-americans Carl D. Anderson (1905-1991) i Seth H. Neddermeyer (1907-1988). A causa de la seva massa, al principi es pensà que era la partícula predita pel físic japonès Hideki Yukawa (1907-1981) l'any 1935 per explicar la força nuclear forta que uneix protons i neutrons en els nuclis atòmics. Posteriorment, es descobrí, però, que un muó és un membre del grup de leptons de partícules subatòmiques, és a dir, mai reacciona amb nuclis o altres partícules mitjançant la forta nuclear forta.
El físic britànic Cecil Frank Powell (1903-1969) entre 1939 i 1945 desenvolupà tècniques fotogràfiques per enregistrar les trajectòries dels raigs còsmics. El 1947 les seves dades revelaren l'existència del pió, que anomenà π-mesó, així com el procés pel qual es desintegra en altres dues partícules, un antimuó (μ-mesó) i un neutrí. El 1951 el físic italià Enrico Fermi (1901-1954) encunyà en anglès el nom de muon, ‘muó’, al seu llibre Elementary Particles representat pel símbol μ, mi (en anglès mu), del grec μῦ mŷ, dotzena lletra de l’alfabet grec, a partir del nom donat per Powell.

## Producció natural

Representació d'un muó μ^{–} als diagrames de Feynman.

El muó μ– és matèria i el muó μ+ antimatèria. Els muons es detecten com a raigs còsmics secundaris i són generats en desintegrar-se els pions, que han estat produïts pels xocs dels raigs còsmics, majoritàriament protons que arriben de l'espai exterior a grans velocitats, amb els àtoms de les molècules presents a les capes altes de l'atmosfera terrestre. Les reaccions són:
{\displaystyle \pi ^{+}\longrightarrow \mu ^{+}+\nu _{\mu },\quad \quad \pi ^{-}\longrightarrow \mu ^{-}+{\bar {\nu }}_{\mu }}

Diagrama de Feynman de la desintegració del muó μ^{–}.

Els muons són inestables, amb una semivida de 2,20 μs, i es desintegren generant tres partícules, un electró o un positró i dos neutrins, d'acord amb el principi de conservació del nombre leptònic o càrrega leptònica (nombre quàntic additiu associat a una partícula que val +1 per als leptons, –1 per als antileptons i 0 per a la resta de partícules) segons les següents equacions:
{\displaystyle \mu ^{-}\longrightarrow e^{-}+{\bar {\nu }}_{e}+\nu _{\mu }}{\displaystyle \mu ^{+}\longrightarrow e^{+}+\nu _{e}+{\bar {\nu }}_{\mu }}

Si s'agafa com a sistema de referència la Terra i un muó cau cap a la seva superfície amb una velocitat del 99,4 % de la velocitat de la llum, recorr 2 000 m en 6,7 μs, superior a la seva semivida. Però si s'agafa com a sistema de referència el propi muó, aquest veu que la superfície de la Terra avança 219 m en 0,73 μs.

Malgrat que tenen una curta semivida, els muons poden ser detectats a la superfície de la Terra a causa de la dilatació del temps que experimenten els cossos que es mouen a grans velocitats, properes a la de la llum, segons la teoria de la relativitat restringida. Així es detecta un muó per cm² cada minut, una quantitat prou elevada. És una prova de la validesa de la teoria d'Einstein.

## Interacció amb la matèria
Els muons són molt menys interactius que els neutrons i, per tant, penetren més profundament en les roques. A mesura que els muons travessen la roca, hi ha dos tipus de reaccions importants per a la producció de núclids cosmogènics: la captura de muons negatius i les reaccions ràpides dels muons. La captura de muons negatius domina fins a una profunditat d'aproximadament 3 m en la roca; les reaccions ràpides dels muons dominen a profunditats majors.

Diagrama de Feynman de la captura d'un muó μ^{–} per un protó que es transforma en un neutró.

### Captura de muons negatius
A mesura que els muons negatius es frenen, poden ser capturats en una òrbita electrònica, acabant col·lapsant en el nucli atòmic, on poden reaccionar amb un protó per crear un neutró i un excés d'energia. La reacció és:
{\displaystyle \mu ^{-}+p^{+}\longrightarrow \nu _{\mu }+n^{0}+\gamma }
La pèrdua posterior de nucleons produeix núclids cosmogènics. La taxa de frenada dels muons negatius s'ha caracteritzat bé com una funció de la profunditat.

### Muons ràpids
Els muons d'alta energia interactuen amb els cristalls minerals mentre passen. Hi ha diverses reaccions involucrades, incloent-hi la producció de parells d'ions, la radiació de frenada, l'escattering nuclear i les pèrdues per ionització.

## Història
El muó va ser la primera partícula elemental descoberta que no pertanyia als àtoms convencionals. Va ser descobert per Carl Anderson i Seth Neddermeyer en 1936, i confirmada la seva existència posteriorment per J. C. Street i E. C. Stevenson, mentre estudiaven la radiació còsmica en una càmera de boira, en detectar la presència de partícules que es corbaven en passar per un camp electromagnètic de forma diferent als electrons i a altres partícules conegudes, amb una curvatura intermèdia entre l'electró i el protó.
Amb anterioritat, en 1935, una partícula similar havia estat predita per Hideki Yukawa per explicar que la interacció nuclear forta es transmetés a través d'una partícula portadora igual que el fotó transmetia la força electromagnètica, però com aquella no té influència a llargues distàncies, no hauria de tenir una massa nul·la com el fotó sinó una massa estimada en 200 vegades la de l'electró. Donada la coincidència de masses, es va especular al principi amb què la partícula acabada de descobrir pogués ser la mateixa predita per Yukawa. No obstant això, el muó interacciona amb altres partícules a través de la força electromagnètica i ignora les forces nuclears, per la qual cosa no s'hi podia identificar. La partícula predita per Yukawa va ser identificada el 1947 amb el descobriment del pió.
Es va suposar que la càrrega elèctrica era igual a la de l'electró i la seva massa intermèdia entre protó i electró, per la qual cosa la va anomenar al principi mesotró (del grec meso, intermedi). Però en aparèixer més tard noves partícules intermèdies, que van adoptar el nom genèric de mesons, es va veure en la necessitat de diferenciar tal partícula, que va passar a anomenar-se µ-mesó.
El µ-mesó divergia significativament d'altres mesons; la seva desintegració produïa un electró i un parell de neutrins (neutrí i antineutrí), al contrari del que s'havia observat en altres mesons, que en generaven un només (fos neutrí o antineutrí). Es va considerar que els altres mesons eren hadrons (partícules formades per quarks i que, per tant, intervenen en la interacció nuclear forta) formats per dos quarks. No obstant això, més tard es va descobrir que els muons eren partícules elementals (leptons) sense estructura de quark, similar als electrons, per la qual cosa la denominació mesó va ser abandonada i es va passar a denominar muó.
En 1960 es va descobrir que l'antimuó podia reemplaçar el protó en un àtom, en descobrir-se els muònoms de muoni, en els quals un electró orbita entorn d'un antimuó (muó amb càrrega positiva). Àtom que es desintegra ràpidament (2 µs) donant un electró i dos neutrins.
Una partícula amb una massa al rang mesó havia estat predita abans del descobriment de qualsevol mesó, pel teòric Hideki Yukawa:

Sembla natural modificar la teoria de Heisenberg i Fermi de la manera següent. La transició d‟una partícula pesant de l'estat de neutró al de protó no sempre va acompanyada de l'emissió de partícules lleugeres. De vegades la transició és assumida per una altra partícula pesant.
A causa de la seva massa, inicialment es va pensar que el mesó mu era la partícula de Yukawa i alguns científics, entre ells Niels Bohr, ho van anomenar originalment el yukó.
El fet que el mesotró (és a dir, el muó) no era la partícula de Yukawa es va establir el 1946 mitjançant un experiment realitzat per Marcello Conversi, Oreste Piccioni i Ettore Pancini a Roma. En aquest experiment, que Luis Walter Álvarez va qualificar de "l'inici de la física de partícules moderna" el 1968 la seva conferència del Nobel, van demostrar que els muons dels raigs còsmics decauen sense ser capturats per nuclis atòmics, contràriament a l'esperat pel mediador de la força nuclear postulat per Yukawa. La partícula predita per Yukawa, el mesó pi, va ser finalment identificada el 1947 (de nou a partir d'interaccions de raigs còsmics).
En conèixer-se ara dues partícules amb la massa intermèdia, es va adoptar el terme més general mesó per referir-se a qualsevol partícula d'aquest tipus dins de l'interval correcte de masses entre electrons i nucleons. A més, per diferenciar entre els dos tipus diferents de mesons després del descobriment del segon mesó, la partícula mesotrònica inicial va passar a anomenar-se mesó mu (la lletra grega μ [mu] correspon a m), i el nou mesó de 1947 (la partícula de Yukawa) es va denominar mesó pi.
Com que posteriorment es van descobrir més tipus de mesons en experiments amb acceleradors, es va acabar descobrint que el mesó mu diferia significativament no només del mesó pi (d'aproximadament la mateixa massa), sinó també de tots els altres tipus de mesons. La diferència radicava, en part, que els mesons mu no interaccionaven amb la força nuclear, com feien els mesons pi (i així ho exigia la teoria de Yukawa). Els mesons més nous també van mostrar indicis de comportar-se com el mesó pi en les interaccions nuclears, però no com el mesó mu. A més, els productes de desintegració del mesó mu incloïen tant un neutrino com un antineutrí, en lloc de només un o altre, com es va observar en la desintegració d'altres mesons carregats.
En el Model Estàndard de física de partícules codificat en la dècada de 1970, tots els mesons diferents del mesó mu es van considerar hadrons -és a dir, partícules formades per quarks- i, per tant, subjectes a la força nuclear. En el model dels quarks, un mesó ja no es definia per la seva massa (doncs se n'havien descobert alguns molt massius, més que nucleons), sinó que eren partícules compostes exactament de dos quarks (un quark i un antiquark), a diferència dels barions, que es defineixen com a partícules compostes de tres quarks (els protons i neutrons eren els barions més lleugers). Els mesons mu, però, havien demostrat ser partícules fonamentals (leptons) com els electrons, sense estructura de quarks. Així doncs, els "mesons" mu no eren mesons en absolut, en el nou sentit i ús del terme mesó utilitzat amb el model de quarks de l'estructura de partícules.
Amb aquest canvi en la definició, el terme mesó mu va ser abandonat, i substituït sempre que va ser possible pel terme modern muó, fent del terme "mesó mu" només una nota històrica a peu de pàgina. En el nou model de quarks, altres tipus de mesons van seguir denominant-se de vegades amb una terminologia més curta (per exemple, pió per a la mesó pi), però en el cas del muó, va conservar el nom més curt i mai més va tornar a denominar-se correctament amb l'antiga terminologia "mesó mu".
El reconeixement final del muó com un simple "electró pesat", sense cap paper en la interacció nuclear, va semblar tan incongruent i sorprenent al seu moment, que el premi Nobel I. I. Rabi va fer broma cèlebrement: "Qui va demanar això?"
Amb l'Experiment de Rossi-Hall (1941), es van utilitzar muons per observar la dilatació del temps (o, alternativament, la contracció de la longitud) predita per la relativitat especial, per primera vegada.